# Ottar de Hålogaland
Ottar de Hålogaland (en noruec Ottar fra Hålogaland) fou un aventurer viking de Hålogaland, Noruega, que al voltant del 890 hauria viatjat fins a Anglaterra, on el rei Alfred el Gran, monarca del regne de Wessex, va recollir els seus relats.

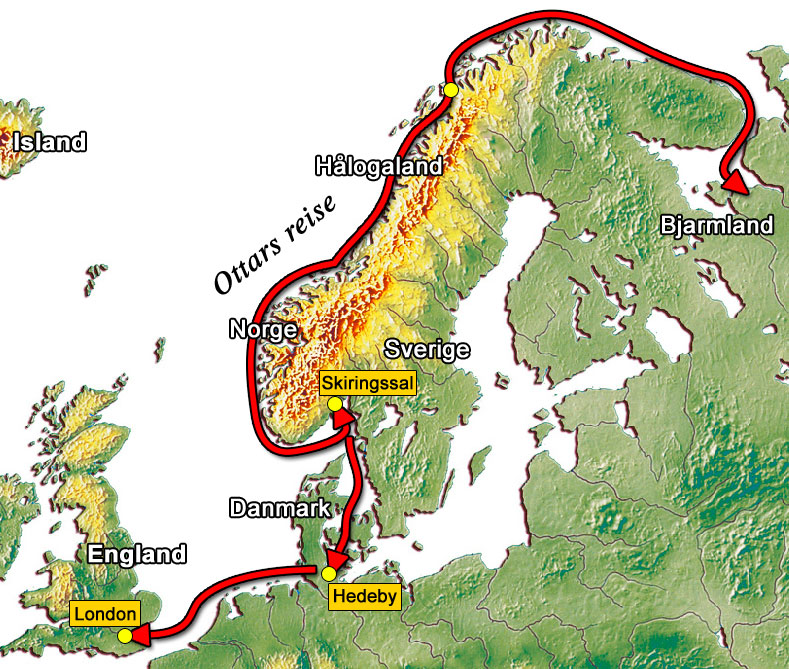
Mapa que mostra els viatges d'Ottar. Els seus relats no mencionen Londres ni tampoc el seu pas per Irlanda.

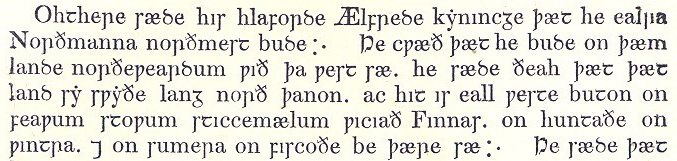
Línies en anglès antic en l'edició de 1900 de Thorpe: "Ohthere advised his lord Alfred king that he lived north-most of all the Northmen..." («Ottar informà al rei Alfred que visqué més enllà del nord que tots els homes nòrdics...»).

Ottar li explicà que ell havia viscut «més al nord que la resta de nòrdics» i que «cap [vivent] havia anat tan al nord com ell». Alhora parla dels seus viatges fins al mar Blanc, el sud de Dinamarca i Anglaterra, tot descrivint la ruta. També va parlar de Sweoland, els samis i des dos pobles anomenats "Cwenas" i "Beormas". Mentre que la identitat i ubicació dels Cwenas és encara avui en dia discutida, Ottar assegurà que els Beormas parlaven una llengua relaciona amb el finès i que vivien prop del mar Blanc.
Les narracions d'Ottar són la font més antiga en què apareix escrit els termes "Noruega" (Norðweg) i "Dinamarca" (Denamearc). Es creu que Ottar vivia en un algun lloc proper a Troms.